# خیابان فوش

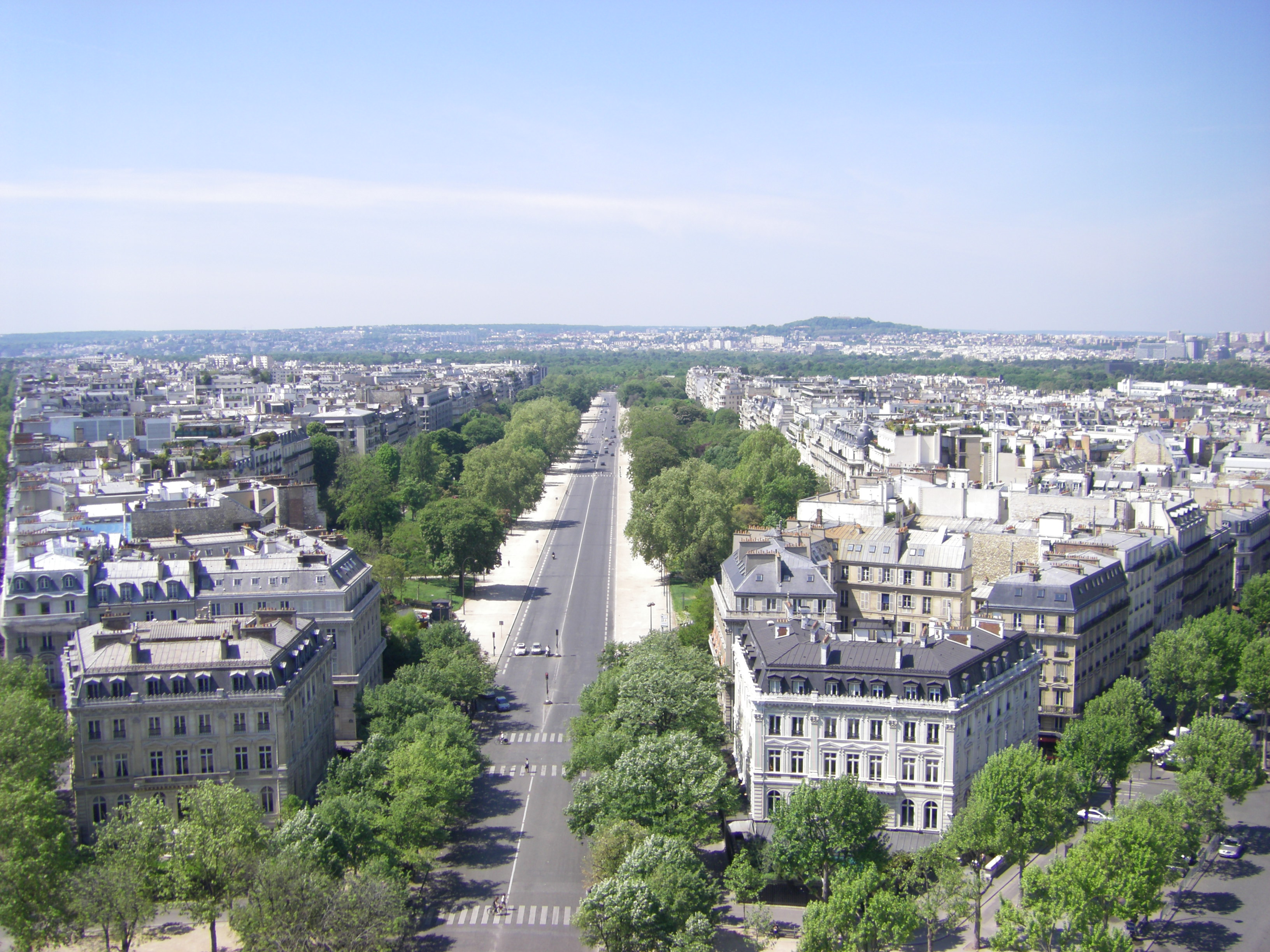
نمایی از خیابان فوش از فراز طاق پیروزی.

خیابان فوش (به فرانسوی: Avenue Foch) نام یکی از اعیان‌نشین‌ترین و از محله‌های گران‌قیمت در محله شانزدهم پاریس است.
این خیابان به افتخار جنرالیسیمو فردیناند فوش نام‌گذاری شده‌است.